# Silvano d'Orba
Silvano d'Orba är en ort och kommun i provinsen Alessandria i regionen Piemonte i Italien. Kommunen hade 1 935 invånare (2018).